# Bandaháború
A bandaháború olyan harc, amelyet illegális, utcai bandák folytatnak és minden eszközt bevetnek a  győzelemért. Általában harcra nem képzett személyek alkotják ezeket az utcai bandákat, viszont felszerelésük egész fegyverarzenálokból áll és az utcákon háborúznak. A bandaháború leggyakoribb okai: területszerzés, fegyver- illetve kábítószer-kereskedelem átvétele, személyes okok vagy faji megkülönböztetés.
Az Amerikában működő bandaháborúk jelentős részét a Crips banda és a rivális Bloods banda okozza. De sok harc van az Afro Amerika és a Fehér Amerika között is. Ők a faji megkülönböztetés miatt harcolnak.
Az egyik leghíresebb hiphopzenész, 2Pac is egy bandaháborúban vesztette életét 1996-ban. Több lövést is kapott, amikor éjjel, egy buliba tartott, a két autóból álló konvojával. Tupac autójuk mellé, egy fehér autó gurult be, aminek hátsó ablakából egy fegyvert tartottak ki, majd leadták a halálos lövéseket. Ez mutatja a bandaháborúk brutalitását. Ebben az összecsapásban több civil is megsérült a híres énekesen kívül.